# Belphégor (La Fontaine)
Pour les articles homonymes, voir Belphégor.
Belphégor est la vingt-septième fable du livre XII de Jean de La Fontaine situé dans le troisième et dernier recueil des Fables de La Fontaine, édité pour la première fois en 1693. Dans les éditions modernes, cette pièce est classée parmi les Contes et nouvelles. L'histoire provient d'un conte de Machiavel.

## Résumé
Le Diable, qui interrogeait les damnés, se rendit un jour compte qu'une grande partie fut envoyée ici par une femme ou un mari. Lui et ses sujets décidèrent d'envoyer le plus habile d'entre eux, Belphégor, sur Terre pour comprendre le mariage. Il devait y rester 10 ans et rapporter tout ce qu'il apprenait et avait une bonne somme d'argent à sa disposition. Le démon arriva à Florence, ville de luxe à l'époque, et commença sa mission en prenant pour nom Roderic. Il décida de se marier pour étudier la chose plus précisément. Il s'unit à Honnesta, une femme belle et riche mais insupportable. Mais fut ruiné par son intendant et décida de fuir sa femme et ses créanciers. Il se cacha près de Naples, chez un fermier nommé  Matheo. Les deux hommes élaborèrent un plan qui enrichirait le fermier et permettrait à Roderic de se cacher un certain temps : ce dernier posséderait trois personnes et Matheo viendrait les exorciser sans problèmes, en échange d'une récompense pour cet acte. Ils réussirent avec succès, les victimes de ce stratagème furent  trois jeunes demoiselles. Les trois « exorcismes » accomplis, le rôle de Matheo était rempli, mais Belphégor pour se cacher de ses précédents malheurs, entra dans le corps de la fille du roi de Naples. Ce dernier eut vent des dons du fermier, il le fit venir auprès de lui, mais son accord avec le démon dépassé, il ne put le renvoyer. Le pauvre Matheo fut conduit à la potence et demanda qu'on l'accompagne au tambour. Belphégor interpellé lui demanda l'origine de ce son et le condamné lui répondit que c'était Honnesta qui le réclamait : terrifié, le diable quitta le corps de la princesse pour retourner en Enfer. Il rapporta les défauts du mariage à son Maître et retourna à sa place parmi les autres démons.